# Estadio João Machado
El Estadio Dr. João Cláudio Vasconcelos Machado, popularmente conocido como Machadão, fue un estadio de fútbol ubicado en la ciudad de Natal, capital del estado de Rio Grande do Norte, Brasil. Fue inaugurado el 4 de junio de 1972 y poseía una capacidad para 40.000 personas, en el jugaban sus encuentros el América de Natal, el ABC FC y el Alecrim FC que disputaban Campeonato Potiguar y las distintas series del Campeonato Brasileño de fútbol.
El Machadão, propiedad del municipio de Natal y administrado por el Departamento de Deportes y Ocio (SEL), fue diseñado por el arquitecto Moacyr Gomes da Costa, fue considerado uno de los más bellos de Brasil, tanto que fue llamado por el entonces gobernador del estado Cortez Pereira "un poema concreto". Inicialmente fue bautizado con el nombre de Estadio Humberto de Alencar Castelo Branco y conocido simplemente como Castelão. Solo en 1989 su nombre cambió a estadio João Cláudio de Vasconcelos Machado, en honor de João Machado (1914-1976), presidente de la Federación de Fútbol de Río Grande del Norte desde 1954 hasta su muerte en 1976.
La inauguración del estadio tuvo lugar el 4 de junio de 1972 con una jornada doble. El partido preliminar se jugó entre ABC y América, y terminó 1-0 para el equipo alvinegro. En el partido principal, el equipo de Vasco da Gama de Río de Janeiro jugó contra la Selección olímpico brasileña, en un juego que finalizó 0-0.
Oficialmente, el récord de asistencia al estadio Machadão fue de 50,486 personas, el 4 de julio de 1976, en un clásico entre ABC y América, válido para el campeonato Potiguar de 1976. 
El Estadio João Machado fue demolido entre el 21 de octubre y el 25 de noviembre de 2011. En su lugar, se construyó el Arena das Dunas, con el objetivo de organizar la Copa Mundial de Fútbol de 2014 en la ciudad.